# Apogon taeniophorus
Apogon taeniophorus är en fiskart som beskrevs av Regan, 1908. Apogon taeniophorus ingår i släktet Apogon och familjen Apogonidae. Inga underarter finns listade i Catalogue of Life.